# Horst Müller (Autor)
Horst Müller (* 26. Dezember 1923 in Gleißen, Landkreis Oststernberg, heute Polen; † 9. Mai 2005 in Hoyerswerda) war ein deutscher Science-Fiction-Schriftsteller und Bibliothekar.

## Leben und Werk
Müller machte nach Rückkehr aus der Kriegsgefangenschaft im Jahre 1947 sein Abitur, arbeitete dann zunächst als Lehrer, später als Leiter der Kreisbibliothek Hoyerswerda. Zwischenzeitlich war er Abgeordneter der Volkskammer der DDR. Im Jahre 1968 begründete er in seiner Bibliothek den Jugendklub „Utopia“, der bis 1986 bestand und somit der am längsten existierende Science-Fiction-Fanklub in der DDR war. Ab 1983 war Müller wegen einer Erkrankung Invalidenrentner.
Müller veröffentlichte zunächst Zeitungsartikel und Gedichte. 1960 debütierte er mit dem Science-Fiction-Roman Signale vom Mond, 1962 folgte die Fortsetzung Kurs Ganymed. Letzterer zeichnete sich vor allem durch Kritik an Machtbesessenheit und Personenkult aus und galt als Abrechnung mit der Stalin-Zeit. Danach veröffentlichte Müller noch zwei Science-Fiction-Erzählungen ausschließlich in sorbischer Sprache.
Nach einer krankheitsbedingten längeren Pause erschien erst 1998 sein Jugendbuch Peter dreht durch oder was wäre wenn in einem Kleinverlag.

## Werke
- Signale vom Mond, Domowina-Verlag, Bautzen, 1960
- Kurs Ganymed, Domowina-Verlag, Bautzen, 1962
- Peter dreht durch oder was wäre wenn, Edition Avalon, Berlin, 1998